# Melomani
Melomani – polski zespół jazzowy.

## Historia

### 1947–1950
Początki grupy sięgają kwietnia 1947, kiedy w łódzkim ośrodku YMCA grono młodzieży utworzyło klub muzyczny „Melomani” – z własnym zespołem wykonującym program jazzująco-rozrywkowy. W zespole występowali wówczas m.in.: Jerzy Brodzki, Janusz Cegiełła, Marian i Tadeusz Suchoccy, Marek Sart, Witold Sobociński, Andrzej Wojciechowski oraz Romuald Żyliński. Młodzi artyści od początku borykali się z problemami tj. brak instrumentów. Wkrótce nawiązali, kontakt z warszawskim oddziałem YMCA, posiadającym własny jazz-club z którym byli związani tacy artyści jak: Charles Bovery, Jeanne Johnstone czy Waldemar Maciszewski. Jesienią 1949 do Melomanów dołączył Jerzy „Duduś” Matuszkiewicz. Po zamknięciu warszawskiego oddziału YMCA muzycy znaleźli się w trudnej sytuacji, gdyż nowo powstałe stowarzyszenie „Ognisko” odmówiło im pomocy. Niewiele później zespół rozpadł się z powodu kłopotów personalnych.

### 1950–1958
Na przełomie 1950/1951 Melomani reaktywowali się w Łodzi w składzie: Sobociński (perkusja), Wojciechowski (kotły), Matuszkiewicz (saksofon), Witold Kujawski (kontrabas) i krakowianin Andrzej Trzaskowski (fortepian). Muzycy oparli swój repertuar na nowym wówczas nurcie jazzowym be-bop. W 1952 do grupy dołączył również drugi pianista Krzysztof Komeda. Ze względu na odmienne wizje rozwoju zespołu ze strony Matuszkiewicza i Trzaskowskiego, pod wspólną nazwą „Hot Club Melomani” zaczęły funkcjonować dwa składy – tradycyjny i nowoczesny. W ich skład wchodzili między innymi: Roman Dyląg (kontrabas), Andrzej Kurylewicz (puzon), Lesław Lic (klarnet), Zbigniew Namysłowski (puzon), Antoni Studziński (perkusja), Jerzy Tatarak (saksofon), Alojzy Thomys – (saksofon altowy, banjo), Włodzimierz Wasio – (puzon), Janusz Zabiegliński (klarnet). Z zespołem śpiewały: Jeanne Johnstone, Carmen Moreno i Wanda Warska. 
W latach 1954/1954 grupa występowała w warszawskim lokalu „Czerwona Oberża” przy ul. Żurawiej oraz w KS „Polonia” przy ul. Foksal. Opracowywanie programu muzycznego zespołu podzielili między siebie Matuszkiewicz i Trzaskowski. W tym czasie muzycy dawali występy w Krakowie i Łodzi. Ze względu na trudności z lokalami, odbywały się one przeważnie w prywatnych mieszkaniach (np. pięciopokojowe mieszkanie p. Fersterów w Krakowie) skupiając coraz większą ilość wielbicieli (wśród nich Andrzej Kurylewicz – wówczas student Krakowskiej Szkoły Muzycznej). W związku z tymi trudnościami na początku listopada 1954 w wynajętej sali gimnastycznej (w jednej z krakowskich szkół podstawowych) zorganizowano festiwal „Zaduszki Jazzowe”, który był jednym z pierwszych takich wydarzeń w Polsce.
Po zmianach przez władze polityki kulturalnej w kraju Państwowe Przedsiębiorstwo Imprez Estradowych zaczęło angażować zespoły jazzowe na występy. Dzięki tym imprezom (warszawski „Jam Session No. 1” – w marcu 1955, „Turniej Jazzowy” w Hali Gwardii, czy impreza „Studio '55”) Melomani zdobyli popularność w całej Polsce. 5 stycznia 1958, jako pierwszy zespół jazzowy, wystąpił w Filharmonii Narodowej w Warszawie, inaugurując cykl koncertów przedstawiających najlepsze polskie grupy i gości. Kilka miesięcy później drogi muzyków rozeszły się.
Na przestrzeni lat przez skład Melomanów przewinęło się wielu znakomitych jazzmanów tj. Zbigniew Namysłowski, Roman Dyląg czy Janusz Zabiegliński.
Między 1952 a 1954 zespół dokonał nagrań w Rozgłośni Polskiego Radia w Krakowie, które dopiero w 1975 zostały wydane na płycie Golden Era of the „Melomani” Group (w ramach cyklu „Polish Jazz 1946–1956 – Vol. 2”). Utwory grupy znajdują się również na kompilacji różnych wykonawców: From „Improvising Jazz” Series („Polish Jazz 1946–1956 – Vol. 3”) z 1976. Oba albumy zostały wydane przez wytwórnię Polskie Nagrania „Muza”.

## Muzycy
- Jerzy Brodzki – perkusja
- Alojzy Thomys – saksofon altowy[2]
- Janusz Cegiełła – fortepian
- Marek Sart – kontrabas, gitara
- Marian Suchocki – fortepian
- Tadeusz Suchocki – fortepian
- Andrzej „Idon” Wojciechowski – trąbka, kotły
- Romuald Żyliński – fortepian
- Jerzy „Duduś” Matuszkiewicz – saksofon
- Andrzej Kurylewicz – puzon[3][1]
- Lesław Lic – klarnet[3][1]
- Witold „Dentox” Sobociński – perkusja, puzon
- Witold Kujawski – kontrabas
- Andrzej Trzaskowski – fortepian
- Edward „Gwidon” Widelski – fortepian
- Roman Dyląg – kontrabas
- Janusz Zabiegliński – klarnet
- Zbigniew Namysłowski – saksofon
- Antoni Studziński – perkusja

## Dyskografia

### Albumy studyjne
- Golden Era of the „Melomani” Group (1975)

### Kompilacje różnych wykonawców
- From „Improvising Jazz” Series (1976) – utwory: „I'll Never Say Never Again, Again”, „Royal Garden Blues”, „I Can't Give You Anything But Love” i „Baby, You're Driving Me Crazy”